# Massacres d'Odessa (1941)
Pour les articles homonymes, voir Massacre d'Odessa.
Les massacres d'Odessa de 1941 désignent un ensemble de massacre des populations principalement juives commis dans la région d'Odessa à partir du 22 octobre 1941 durant la Seconde Guerre mondiale.
Ces massacres s'inscrivent dans ce que l'historiographie a appelé la « Shoah par balles » qui, après les camps d'extermination nazis, a fait le plus de morts en Europe ; dans le cas d'Odessa, il y eut plus de quarante quatre mille civils assassinés entre le 22 octobre et le 1er novembre 1941 . Par ailleurs, dans les camps du Yédisan autour d'Odessa, environ 115 000 Juifs et 15 000 Roms ont été exterminés sur ordre du régime fasciste de Roumanie.

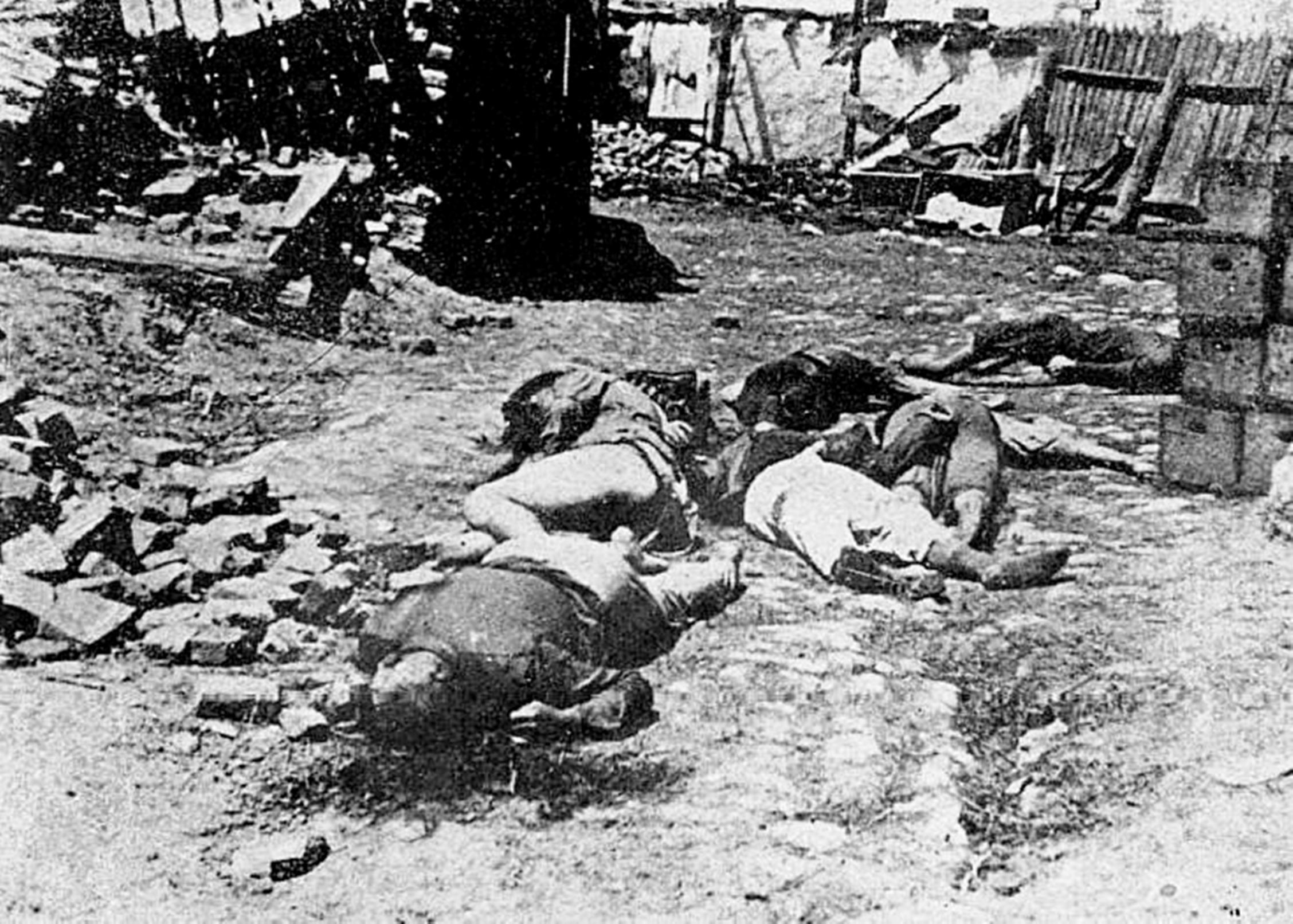
En marge du massacre d'Odessa : des juifs assassinés à Byrzula (aujourd'hui Podilsk).

Ils sont commis sur ordre du maréchal Antonescu, dictateur de la Roumanie fasciste, allié de l'Allemagne nazie de 1941 à 1944, de son homonyme Mihai Antonescu vice-président du Conseil du Royaume de Roumanie, de Gheorghe Alexianu gouverneur de Transnistrie et d'Odessa, et du général Nicolae Macici (ro) commandant du IIe corps de l'Armée roumaine occupant alors cette région de l'URSS, avec la complicité de sept mille Allemands de la mer Noire de la région, formant la milice locale d'auto défense des nationaux. Ion Antonescu aurait déclaré à ce sujet : « Que l’histoire nous considère comme des barbares m’indiffère », ce qui est devenu le titre d'un film mémoriel en 2018. Après la guerre, les donneurs d'ordre ont été déclarés « criminels de guerre », jugés et condamnés à mort à Bucarest. Les deux Antonescu et Alexianu furent exécutés en 1946, mais Nicolae Macici fut gracié par le roi Michel Ier, puis arrêté et rejugé plus tard par le régime communiste de Roumanie : il mourut en détention en 1950.

## Conquête de la Crimée et d'Odessa
Le 3 août 1941, les IVe et Ve corps de l'armée roumaine, commandée par le général Nicolae Ciupercă passent le Dniestr au niveau de Tighina et de Dubăsari (« L'Ordre Opératif du Grand État-Major » nr. 31 du 8 août 1941). Le plan d'attaque formulé personnellement par le maréchal Antonescu fut désastreux pour l'armée roumaine, qui s'est embourbée durant plusieurs mois, avec de lourdes pertes. Odessa, ayant souffert d'importants dommages, fut finalement prise par les armées roumaines, alors alliées de l'Allemagne nazie.
À cette époque, la plus importante communauté juive d'Union soviétique vivait à Odessa, soit 133 000 personnes d'après le recensement de 1926. Dès les premiers jours d'occupation, de nombreux incendies furent allumés et les juifs persécutés.

## Des massacres antisémites en représailles après l'explosion du quartier général roumain d'Odessa

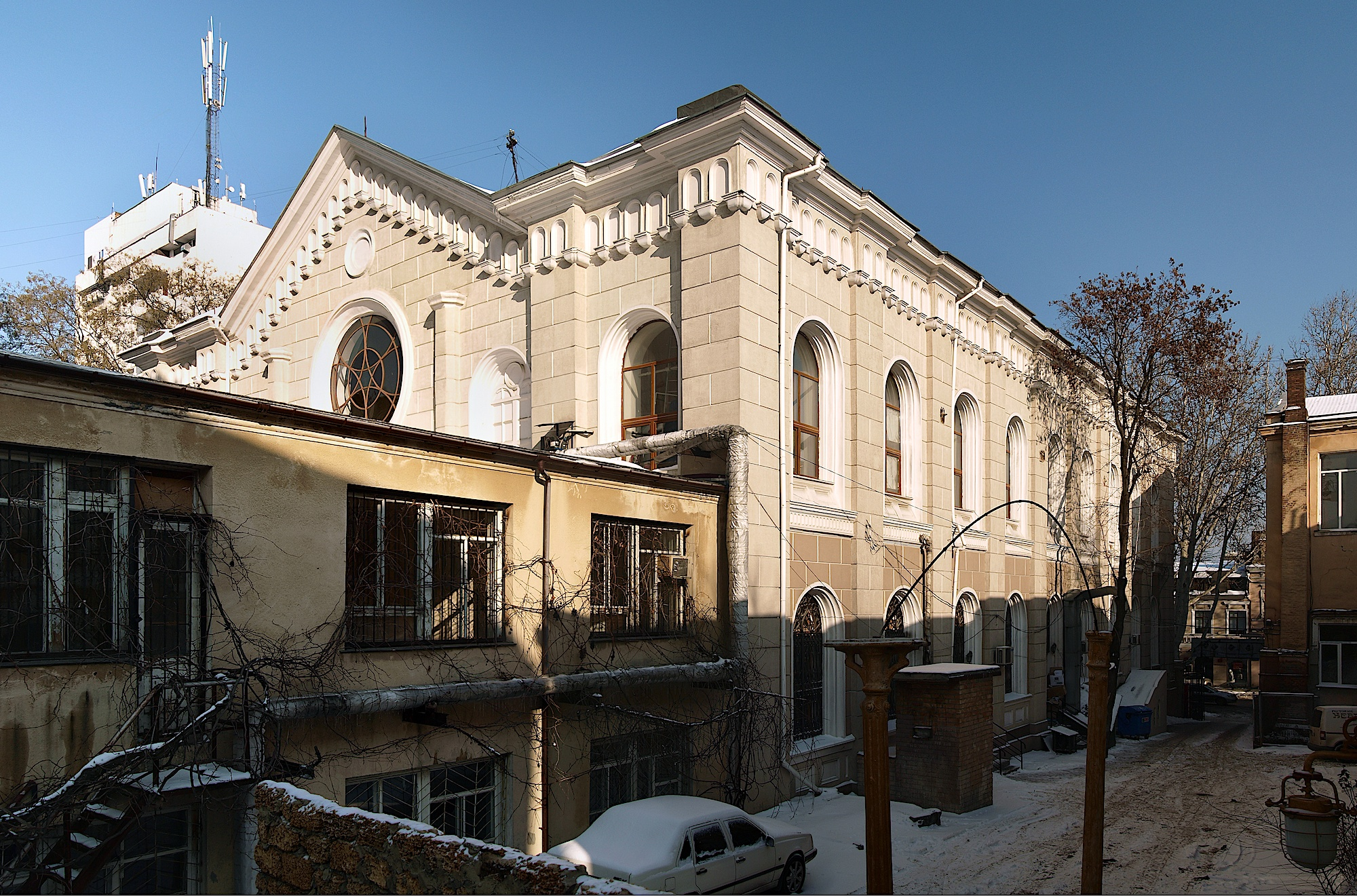
La synagogue principale d'Odessa.

Le 22 octobre 1941, six jours après l'entrée des troupes roumaines à Odessa, des partisans soviétiques font exploser le quartier général roumain de la ville. L'explosion tue le général Ioan Glogojeanu, commandant d'Odessa, 16 officiers, 46 sous-officiers et soldats roumains ainsi que 4 officiers de marine allemands. Les soldats roumains ont échoué dans la capture des véritables auteurs de l'attentat, cachés dans les catacombes de la ville (aujourd'hui, les catacombes utilisées par les partisans constituent une attraction touristique).
Le soir même, le général Antonescu ordonne des représailles implacables contre la population civile, en particulier contre les Juifs, prétendant, conformément à sa propagande, que tous les Juifs sont communistes,.
Aussitôt, le nouveau commandant d'Odessa, le général Constantin Trestioreanu annonce qu'il va prendre des mesures pour pendre les Juifs et les communistes sur les places publiques. Durant la nuit, 5 000 Juifs sont exécutés, pendus en groupes de trois à cinq victimes à chaque lampadaire le long des boulevards d'Odessa.
Le 23 octobre, 19 000 Juifs sont exécutés et leurs cadavres arrosés d'essence et brûlés.
Le maréchal Antonescu donne ensuite l'ordre d'exécuter 200 « communistes » (lire « Juifs ») pour chaque officier victime de la bombe et 100 pour chaque soldat. À ce titre, tous les « communistes » et un membre de chaque famille juive doivent être emprisonnés comme otages.
Antonescu demande que les otages qui ne sont pas encore morts connaissent les mêmes souffrances que les roumains morts dans l'explosion. Le 24 octobre au soir, les Juifs emprisonnés sont transportés en dehors de la ville et fusillés devant des fossés anti-chars par groupes de quarante ou cinquante. L'opération se révélant trop lente, les 5 000 Juifs restants sont enfermés dans trois entrepôts et mitraillés. Puis les entrepôts sont incendiés le 25 octobre, jour de l'enterrement des Roumains victimes de l'attentat du 22 octobre. Quarante mille Juifs sont ainsi tués ce jour-là,,.
Le 1er novembre, la ville ne compte plus que 33 885 Juifs, essentiellement des femmes et des enfants qui vivent terrorisés dans le ghetto. Les Juifs d'Odessa et de sa région sont ensuite déportés vers la Transnistrie, à Bogdanovka, Domanevka et Akhmetchetka. Ils sont logés dans des conditions déplorables, entassés dans des ruines, des étables ou des porcheries. Ils souffrent de nombreuses maladies avant d'être massacrés à partir du mois de décembre. Ceux qui n'ont pas encore été déportés le sont par train à partir de janvier 1942. Le 10 avril 1942, il ne reste plus à Odessa que 703 Juifs.
Selon les rapports officiels, les militaires roumains, aidés par les autorités locales, ont abattu entre le 18 octobre 1941 et le 17 mars 1942, jusqu'à 25 000 Juifs et en ont déporté plus de 35 000, dont une bonne partie ont trouvé ensuite la mort. Le rapport fait également état de 50 000 Juifs tués à Bogdanovka, et de plusieurs milliers d'autres à Golta et dans la région avoisinante. La Jewish Virtual Library retient le nombre de 34 000 victimes entre le 22 et le 25 octobre, et le musée américain sur l'Holocauste soutient que « les forces roumaines et allemandes ont tué presque 100 000 juifs à Odessa pendant l'occupation de la cité ». D'autres sources estiment le nombre de personnes tuées en Transnistrie à 115 000 juifs et 15 000 Roms.
Odessa fut enfin libérée par l'Armée rouge en avril 1944. Ce fut l'une des quatre premières villes à recevoir le titre de Ville Héroïque en 1945,.
Pendant cette période, Ion Antonescu reste paradoxalement en relation avec son ami d'enfance Wilhelm Filderman, président de la Fédération des communautés juives de Roumanie. Le 19 octobre 1941, il se justifie ainsi auprès de lui : « À Odessa, les Juifs avaient poussé les troupes soviétiques à une résistance inutilement prolongée, simplement pour nous infliger plus de pertes ».
Après la Seconde Guerre mondiale, le maréchal Ion Antonescu, Mihai Antonescu, vice-président du Conseil du Royaume de Roumanie, le professeur Grigore Alexianu, gouverneur de Transnistrie et d'Odessa (1941-1943) ainsi que le lieutenant général Nicolae Macici (en) furent traduits devant le « Tribunal du peuple » de Bucarest qui les condamna à mort le 17 mai 1946 pour crimes « contre la paix, contre le peuple roumain, les peuples de la Russie soviétique, les juifs, les gitans et autre crimes de guerre », pour avoir provoqué la mort de 500 000 militaires et civils dans la guerre et pour la déportation ou l'exécution de près de 300 000 Juifs roumains ou ukrainiens et 15 000 Roms. Ils ont été fusillés en juin 1946 (sauf Macici, gracié par le roi Mihai Ier),.

### Mémorial
Au début des années 1990, sur la place Prokhorovsky à Odessa, à l'endroit même où la route vers la mort dans les camps d'extermination pour les Juifs et les Roms d'Odessa a commencé en 1941, un mémorial a été créé. Une pancarte commémorative a été installée, ainsi que "l'allée des Justes parmi les nations", des arbres plantés en l'honneur de chaque citoyen d'Odessa qui avait hébergé et sauvé les Juifs. Le complexe a été achevé en 2004 avec l'érection du monument aux victimes de l'Holocauste à Odessa par le sculpteur Zurab Tsereteli,. En 2009 l'ouverture du Musée de l'Holocauste d'Odessa.

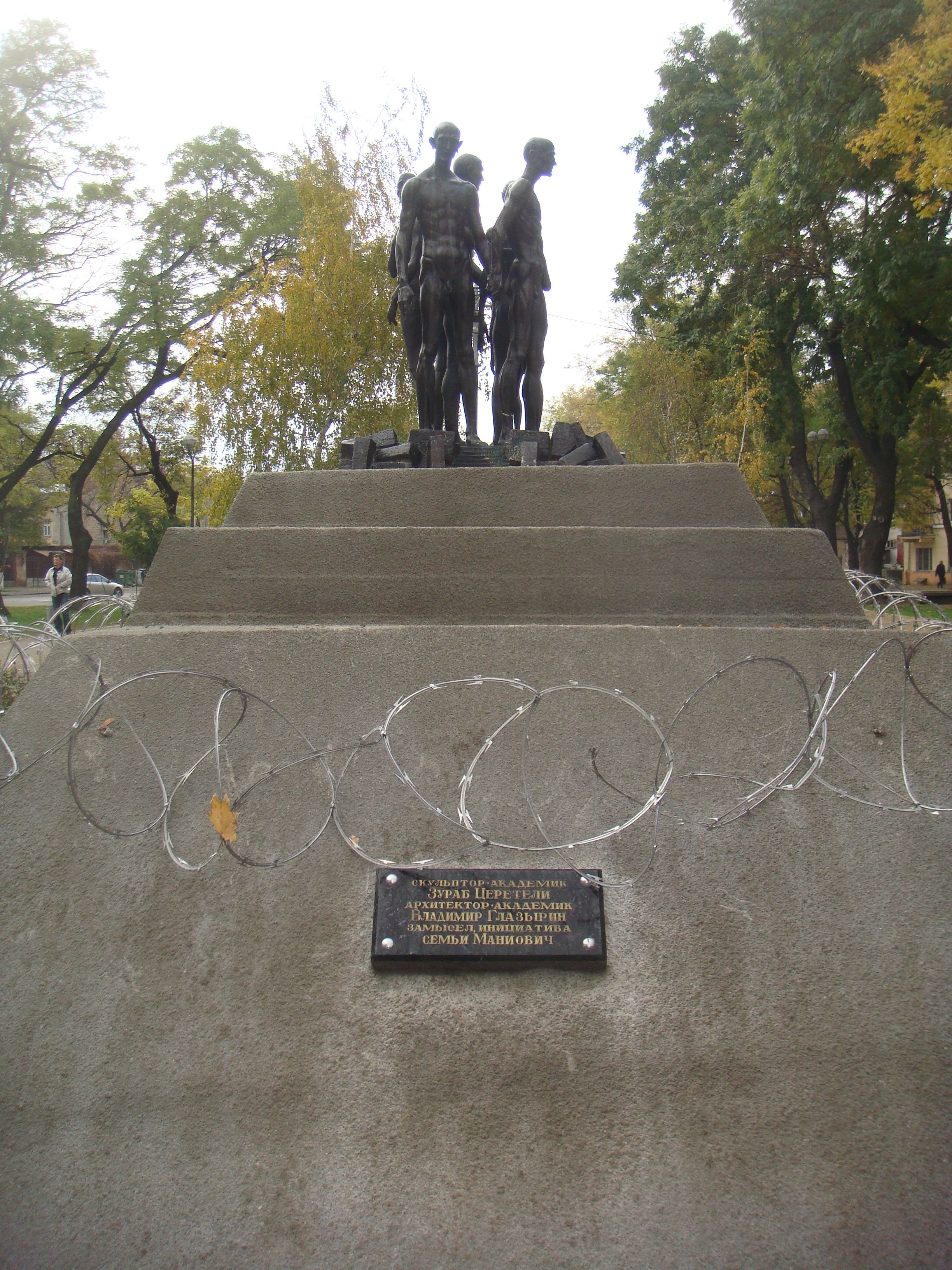
Sculptures de Zurab Tsereteli. Vue arrière.
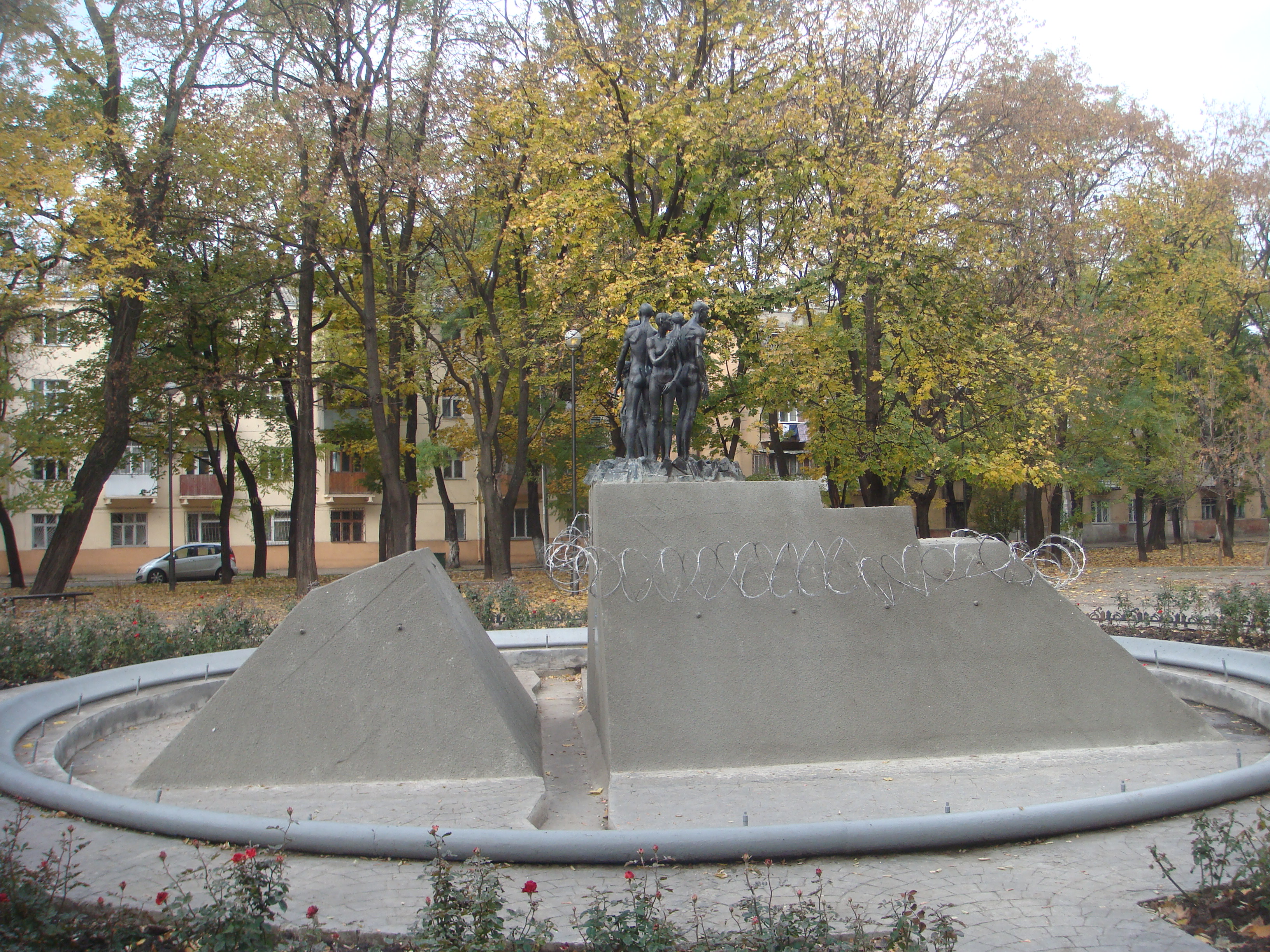
Sculptures de Zurab Tsereteli. Vue de côté.
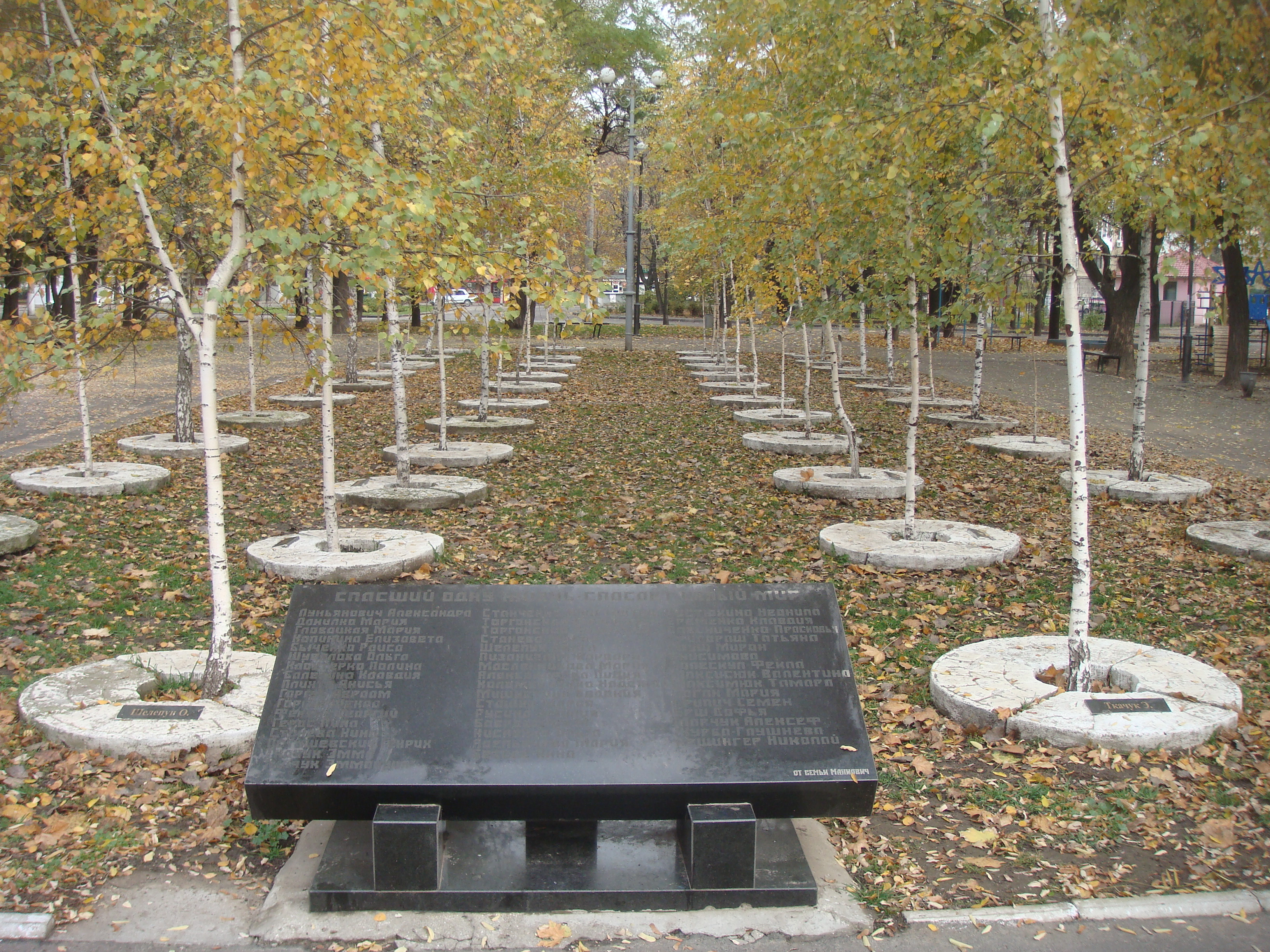
Allée des Justes parmi les nations.
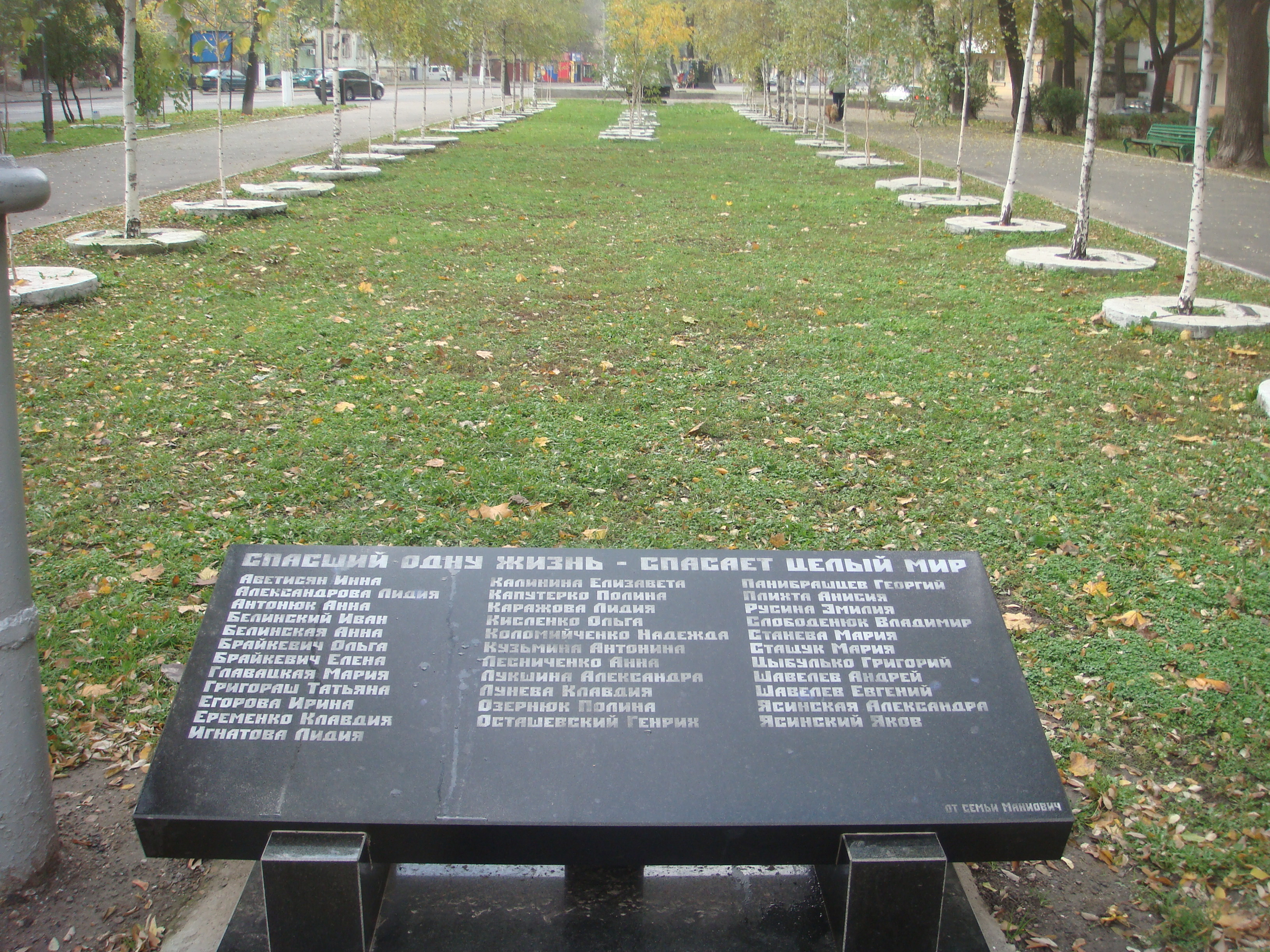
Allée des Justes parmi les nations.
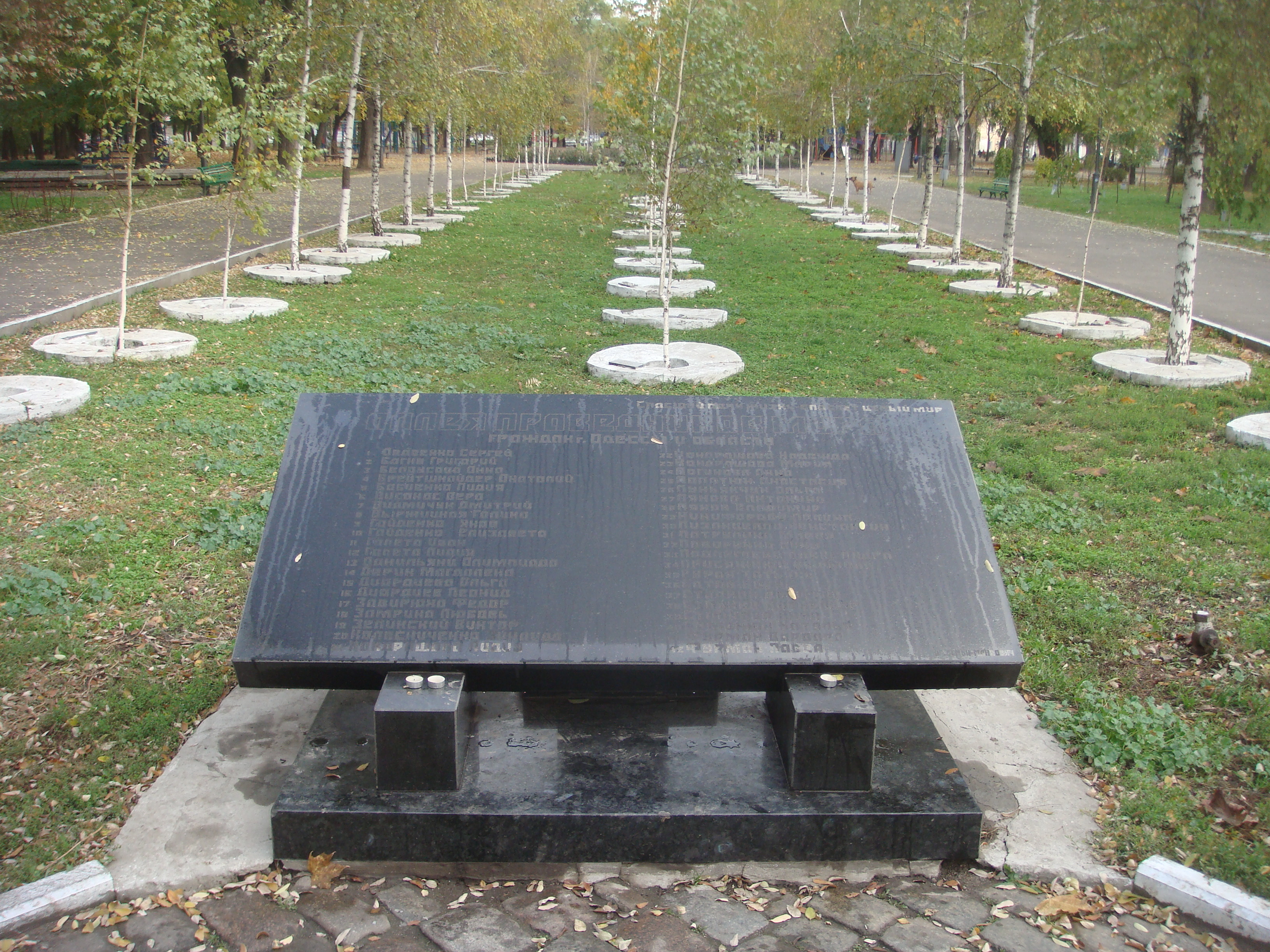
Allée des Justes parmi les nations.
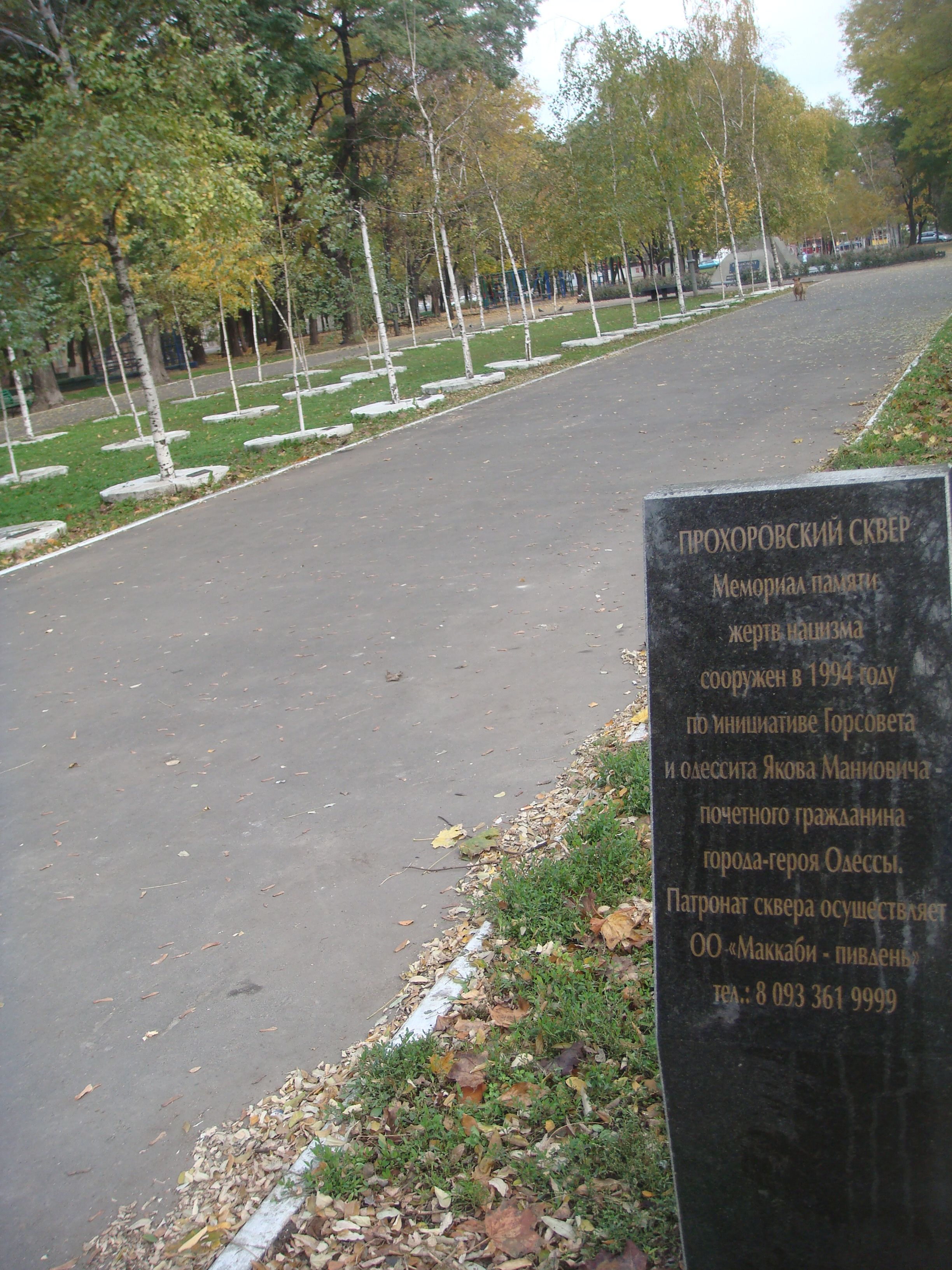
Allée des Justes parmi les nations.
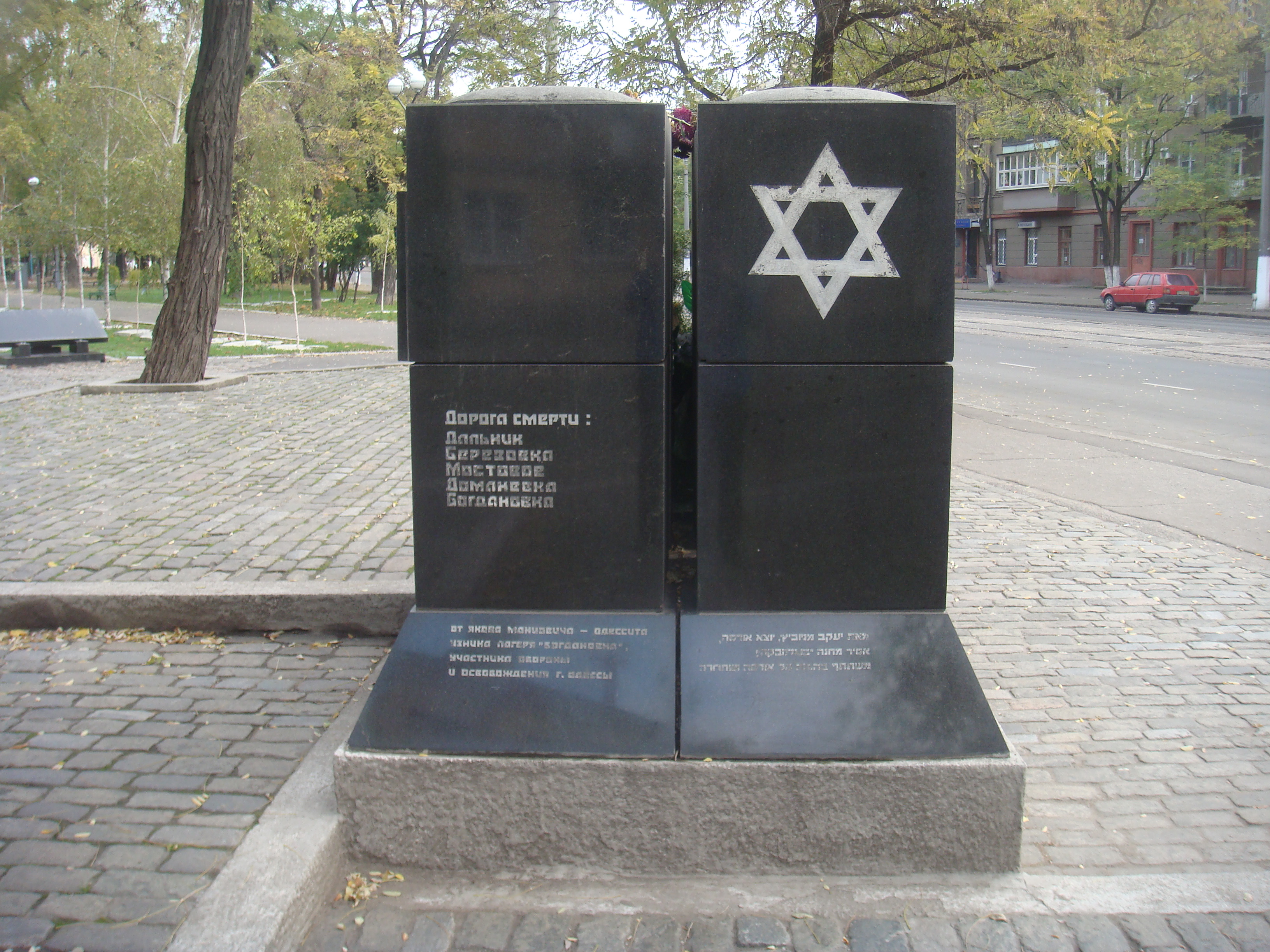
Plaque commémorative du mémorial.
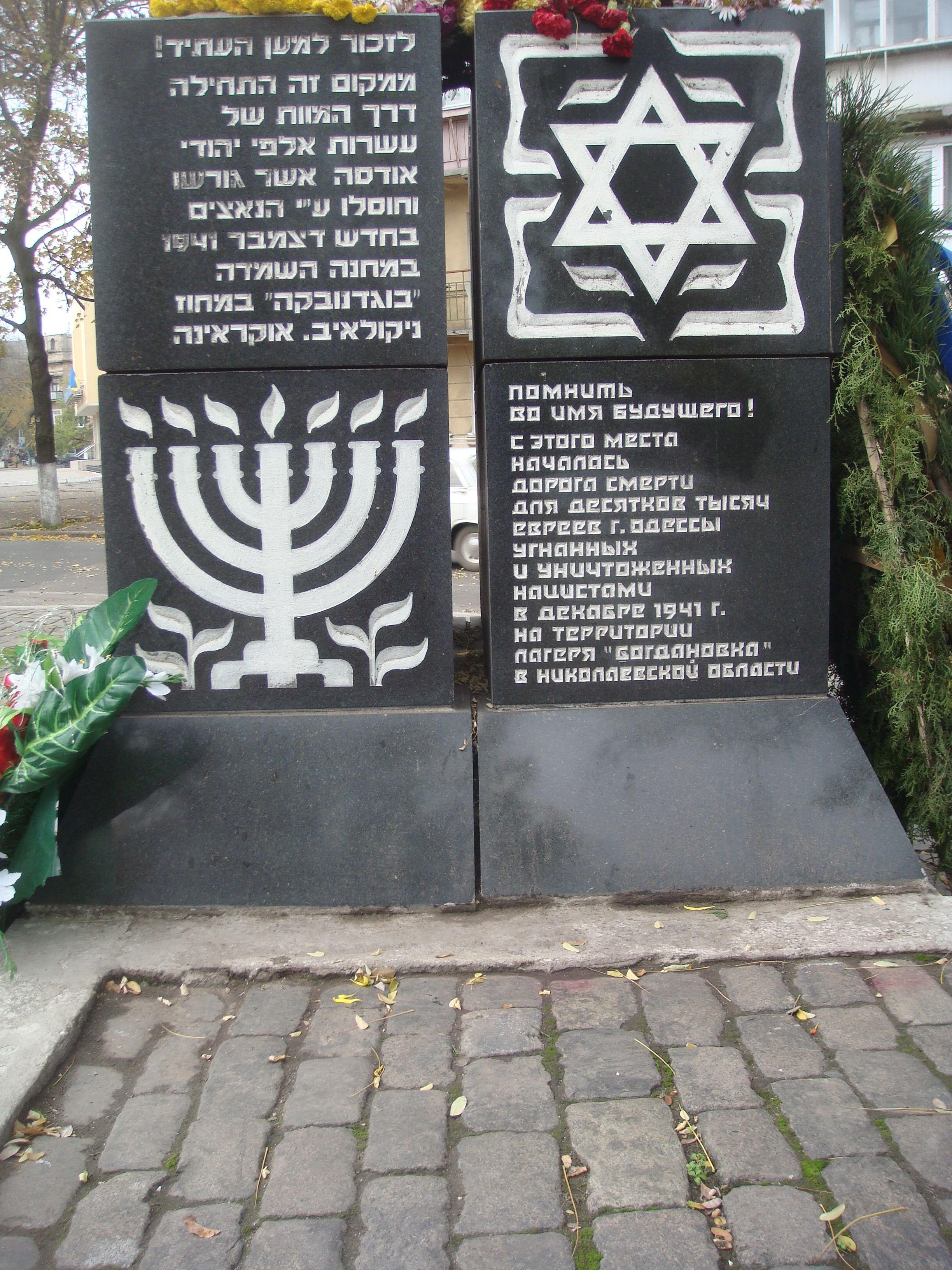
Plaque commémorative du mémorial.
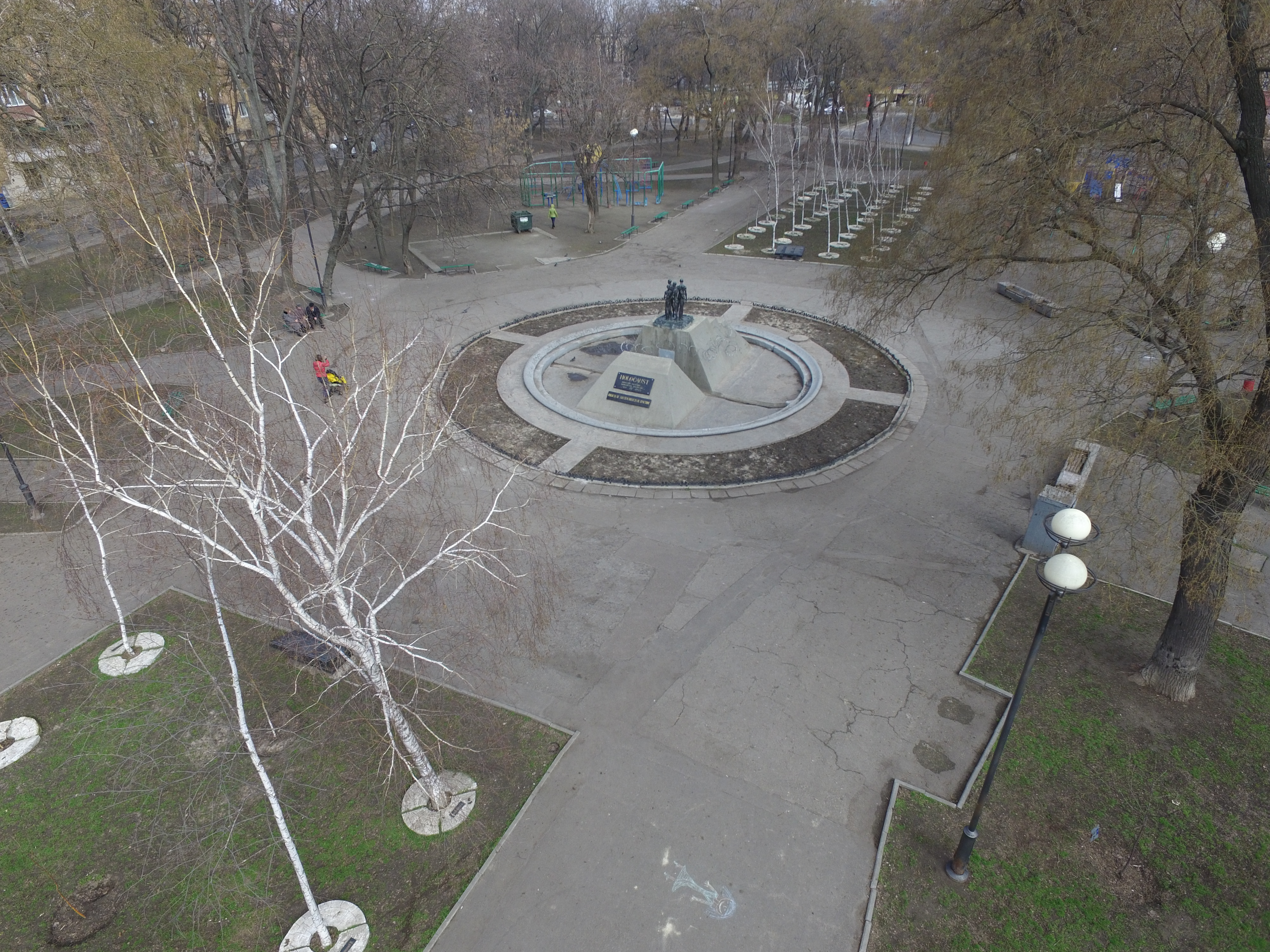
Vue aérienne du mémorial.
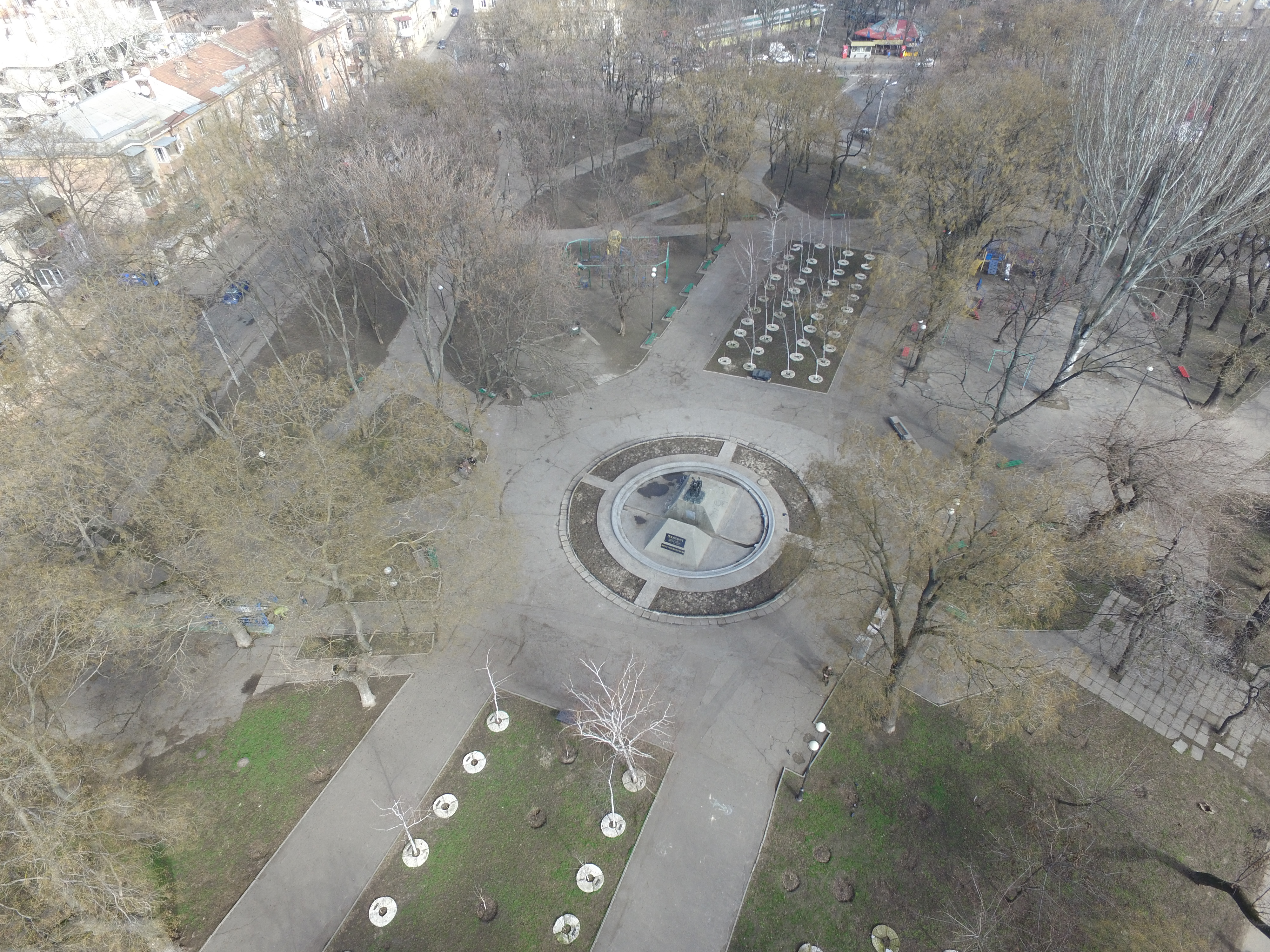
Vue aérienne du mémorial.
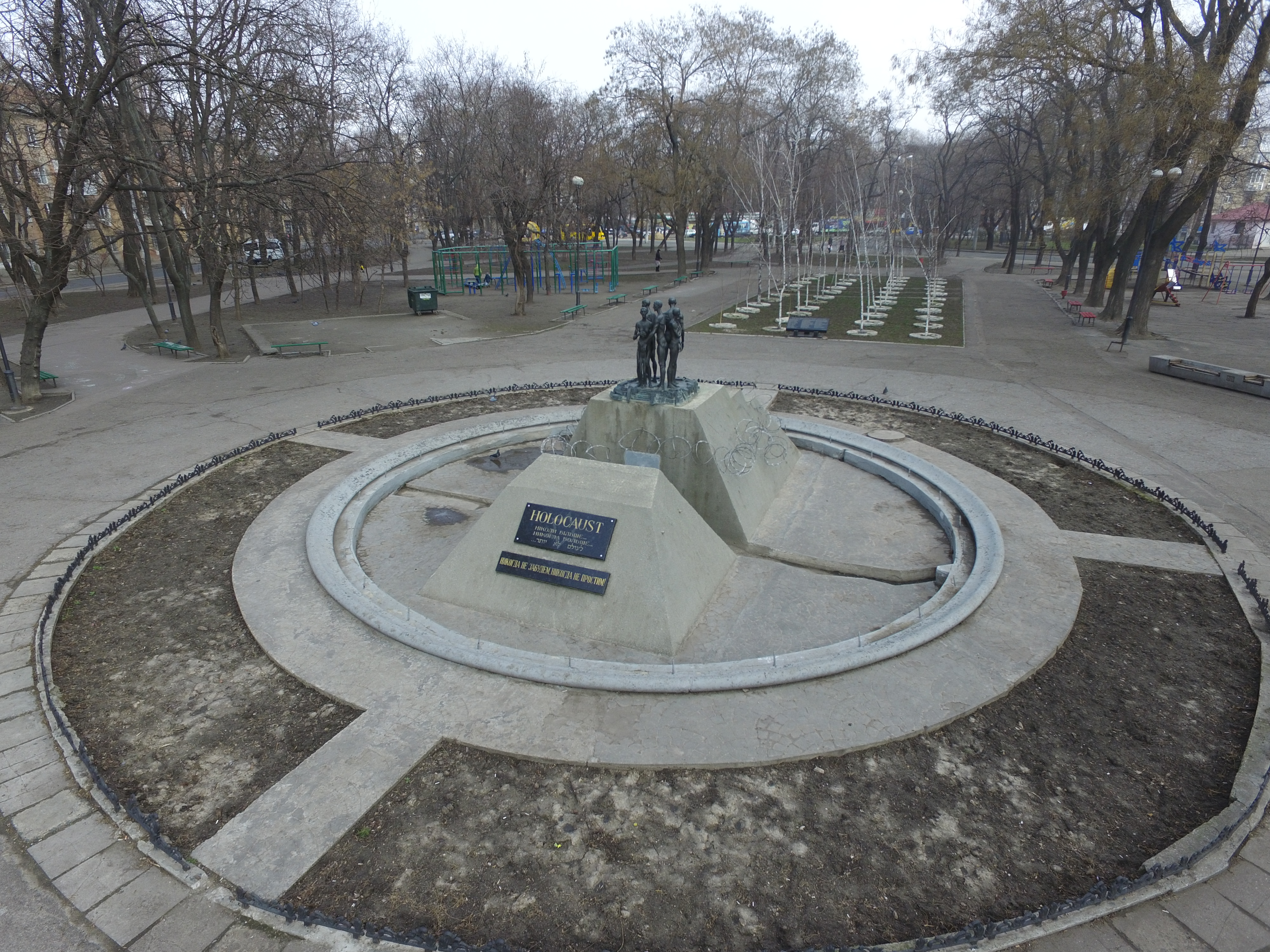
Vue aérienne du mémorial.